# Лааб, Матияш
Матияш Лааб (хорв. Matijaš Laab; ок. 1746, Бизонья (Бешенье), близ Мошоньмадьяровара — 7 августа 1823, Нойдорф-Парндорф) — бургенландский (градищанский) католический священник, переводчик и лингвист хорватского происхождения.

## Биография
Уроженец многонационального Бургенланда, Матияш Лааб прожил всю свою жизнь на стыке нескольких языковых стихий. Кроме родного градищанско-хорватского, он в совершенстве владел венгерским, немецким языками и, конечно же, латынью.
Долгое время о. Лааб был духовником Эстергомской епархии, а затем вернулся в родные края. С 1790 года о. Лааб служил в Чиклеше, затем в Хидегшеге и, наконец, с 1797 года и до конца жизни — в Новом Селе. Так именуется этот бургенландский городок по-хорватски. Для немцев он — Нойдорф-Парндорф, для венгров — Мошоньуйфалу…
Матияш Лааб опубликовал в Буде два катехизиса на градищанско-хорватском языкe:
- «Kratka summa Velikoga obcsinszkoga katekizmusa: za ucsnyu mlaje druzsine gornyih ug’rszki Horvatov osebito z délan krez Laáb Mathiasa Novoszélszkoga farnika» (1814, 1830) и
- «Veliki obcsinszki katekizmus: za Górnye Ugrszke Horváte oszebíto zi délan krez Laáb Mathiása Novoszélszkoga fárnika va Budimu» (1820)[4].

Он же в 1812 году впервые перевёл на этот язык Новый Завет. «Ja preobernul iz jačke, ada latinske riči na horvatsku rič» — писал о. Лааб в предисловии. Кроме чисто-религиозных задач, Матияш Лааб поставил перед собой цель систематизировать и реформировать градищанско-хорватский литературный язык — и в переводе библейских текстов явить публике свои наработки. Однако, его титанический перевод так и не был напечатан, ибо о. Лаабу не удалось получить официального разрешения от церковного начальства. Полный текст перевода авторства Лааба долгое время считался утерянным, пока в 2011 году о. Иван Каралл, новый священник церкви в Нойдорфе, где служил двумя веками ранее о. Лааб, обнаружил в архиве более 200 рукописей Лааба, включая и данный перевод.